# Сокол (группа)
«Сокол» — советская рок-группа (в советское время  бит-группа), «легенда» русского рока.

## История
Группа была образована в конце 1964 года в Москве по инициативе гитариста Юрия Ермакова. В состав также входили Игорь Гончарук, Вячеслав Черныш, Сергей Тимашев. Первым администратором группы был Юрий Айзеншпис.
Название связано с московским районом Сокол, где жили участники группы.
Как и у всех ранних советских групп, в основе репертуара «Сокола» лежали произведения звёзд западной поп- и рок-музыки: Элвиса Пресли, Билла Хейли, группы «Битлз». Однако Ермаков и Гончарук стали авторами первой рок-композиции, написанной на русском языке («Где тот край», 1965).
Осенью 1964 года в подвале (бомбоубежище) «Генеральского дома» у метро «Сокол» группа начала свои первые репетиции. Получить репетиционную базу помог отец Юрия, генерал, командовавший ПВО. Первое выступление группы «Сокол» состоялось 6 октября 1964 года в Москве в кафе «Экспромт» на площади Академика Курчатова, затем группа выступала в различных московских кафе и домах культуры, на танцплощадках и тому подобных. В июле-августе 1966 году группа была приглашена на работу в пансионате «Буревестник-2» на Чёрном море между Туапсе и Лазаревским районом Сочи, который на лето превращался в международный лагерь для иностранных студентов и аспирантов Московского химико-технологического института им. Д. И. Менделеева, на органическом факультете которого Вячеслав Черныш был студентом. Группа первая стала выступать на профессиональной сцене в 1966 году, когда ансамбль был приглашён на работу в Тульскую областную филармонию, где под названием «Серебряные струны» проработал чуть больше года, успев за это время объехать с программой «Песни народов мира» почти всю страну.
Происходят перемены в составе группы: уходит Тимашов и за барабаны садится Владимир Доронин, но вскоре его меняет Виктор Иванов («Меломаны»). Некоторое время в группе поёт вокалист из оркестра Эдди Рознера Лев Пильщик (в 1971 году эмигрировал в США). В конце 1967 года коллектив простился с филармонией и решил снова стать любительским.
В 1968 году «Сокол», как ВИА, записал песенку «Фильм, фильм» к мультипликационному фильму Ф. Хитрука «Фильм, фильм, фильм», а в самом мультфильме звучали голоса исполнителей из ВИА «Орфей» (Леонид Бергер).
В конце 1969 года группа распалась.

«Об одном я жалею, что, когда в 70-е годы начался прессинг, нам не хватило терпения его пересидеть. Сейчас я, конечно, понимаю, что нам нужно было наплевать на всё и спокойно продолжать работать. Просто понять, что, несмотря ни на что, надо продолжать заниматься любимым делом…»— Ю. Ермаков
В девяностых годах Юрий Ермаков перезаписал песни «Солнце над нами» и «Где тот край?».